# Maialen Chourraut
Maialen Chourraut Yurramendi (Lasarte-Oria, 8 de marzo de 1983) es una deportista española que compite en piragüismo en la modalidad de eslalon, en la prueba de kayak monoplaza (K1); campeona olímpica en Río de Janeiro 2016.

## Trayectoria
Participó en cinco Juegos Olímpicos de Verano, obteniendo tres medallas, oro en Río de Janeiro 2016, plata en Tokio 2020 y bronce en Londres 2012, el decimosexto lugar en Pekín 2008 y el decimosegundo en París 2024.
Ganó tres medallas en el Campeonato Mundial de Piragüismo en Eslalon entre los años 2009 y 2023, y cuatro medallas en el Campeonato Europeo de Piragüismo en Eslalon entre los años 2014 y 2025.
En 2013 fue condecorada con la Medalla de Bronce de la Real Orden del Mérito Deportivo. En 2016 recibió la Medalla de Oro de la Real Orden del Mérito Deportivo y el Premio Nacional del Deporte Reina Letizia.
Estudió el grado de Turismo y la licenciatura de Administración de Empresas en la Universidad Católica San Antonio de Murcia.

## Palmarés internacional
| Juegos Olímpicos   | Juegos Olímpicos           | Juegos Olímpicos  | Juegos Olímpicos |
| Año                | Lugar                      | Medalla           | Competición      |
| ------------------ | -------------------------- | ----------------- | ---------------- |
| 2012               | Londres (Reino Unido)      | Medalla de bronce | K1 individual    |
| 2016               | Río de Janeiro (Brasil)    | Medalla de oro    | K1 individual    |
| 2020               | Tokio (Japón)              | Medalla de plata  | K1 individual    |
| Campeonato Mundial |                            |                   |                  |
| Año                | Lugar                      | Medalla           | Competición      |
| 2009               | Seo de Urgel (España)      | Medalla de plata  | K1 individual    |
| 2011               | Bratislava (Eslovaquia)    | Medalla de bronce | K1 individual    |
| 2023               | Londres (Reino Unido)      | Medalla de plata  | K1 por equipos   |
| Campeonato Europeo |                            |                   |                  |
| Año                | Lugar                      | Medalla           | Competición      |
| 2014               | Viena (Austria)            | Medalla de plata  | K1 por equipos   |
| 2015               | Markkleeberg (Alemania)    | Medalla de oro    | K1 individual    |
| 2017               | Tacen (Eslovenia)          | Medalla de plata  | K1 por equipos   |
| 2025               | Vaires-sur-Marne (Francia) | Medalla de plata  | K1 por equipos   |

## Condecoraciones
| Distinción                                                      | Año  |
| --------------------------------------------------------------- | ---- |
| Medalla de Bronce - Real Orden del Mérito Deportivo             | 2013 |
| Medalla de Oro - Real Orden del Mérito Deportivo                | 2016 |
| Galardón                                                        | Año  |
| Premio Nacional del Deporte «Mejor deportista española del año» | 2016 |